# العمارة البوتانية
العمارة البوتانية تتألف من أسلوب دزونغ وأنماط معمارية يومية. بُنيت دزونغ في بوتان كحصون، وكانت مراكز دينية وإدارية منذ القرن السابع عش، وبرزت المنازل الفخمة العلمانية كأسلوب مميز في أواخر القرن التاسع عشر، خلال فترة من السلام النسبي في بوتان، طوال تاريخها، اتبعت بوتان بشكل رئيسي العمارة البوذية.

## العمارة التقليدية
يُدوّن دريجلام نامزا القواعد التقليدية لبناء الدزونغ، بالإضافة إلى المباني العادية، وتحت إشراف لاما مُلهم، يُبنى الحصن من قِبل مواطنين شاركوا تاريخيًا في دفع الضرائب للدولة أما في العصر الحديث، فيُبنى العمّال المأجورون المباني التقليدية، مما يُثقل كاهل الحكومة في إصلاح الدزونغ والحفاظ عليها تحديدًا.
لا تزال العمارة التقليدية حية في بوتان، ففي عام 1998، صدر مرسوم ملكي يقضي بتشييد جميع المباني بواجهات خشبية متعددة الألوان، ونوافذ صغيرة مقوسة، وأسقف مائلة، وغالبًا ما تُبنى الهياكل التقليدية في غرب بوتان من إطارات خشبية ومواد ترابية، وتحديدًا جدران داخلية من الطين والحصى، وجدران خارجية من الطين المدكوك، وجدران احتجاز من الحجر والطين لا تُرسم أي مخططات، ولا يُسمح باستخدام المسامير أو القضبان الحديدية في البناء، تتميز العديد من الهياكل التقليدية برسومات الصليب المعقوف واللوحات القضيبية.
ظهرت القصور الفخمة في غرب بوتان (مقاطعات بومثانج، وبارو، وترونجسا) في أواخر القرن التاسع عشر خلال فترة هدوء نسبي، ومثل الدزونغ، فهي مبانٍ متعددة الطوابق ذات ساحات، إلا أن المنازل تتميز بنوافذ أكثر، تُشبه الشاليهات إلى حد ما، أما الطوابق العليا من المساكن، فكانت تُستخدم عادةً ككنائس صغيرة (choesum) تضم لوحات وتماثيل وأدبًا دينيًا.
تختلف هندسة المنازل العادية باختلاف الموقع والارتفاع، ففي المناطق الجنوبية المنخفضة، تشيع منازل الخيزران المسقوفة بالقش، بينما تتطور المباني إلى هياكل حجرية بسيطة في المناطق الأعلى، أما المباني المكونة من طابقين، والتي تشبه القصور الفخمة، ولكنها أصغر حجمًا، فهي شائعة في جميع أنحاء غرب بوتان، وكما هو الحال في القصور، غالبًا ما تُخصص الطوابق العليا للكنائس، التي تُستخدم أيضًا كمساكن للضيوف، أما العلية المعزولة بحصائر الخيزران والقش، فغالبًا ما تُستخدم لتجفيف جلود الحيوانات والفلفل الحار.
كما هو الحال في معظم المباني، غالبًا ما تكون جدران المنازل العادية في الغرب مصنوعة من الطين المدكوك، وتُسحق في إطارات خشبية لمدة تصل إلى أسبوع، وتُطلى بالجير، قد تُترك الجدران الطينية المكتملة ملونة بشكل طبيعي أو مطلية بالجير الأبيض. تميل الوديان الشرقية الأكثر رطوبة في بوتان إلى أن تكون شديدة الانحدار وضيقة، مع مستوطنات محفورة مباشرة في جوانب الجبال غالبًا ما تكون الجدران مصنوعة من الحجر في هذه المناطق، على عكس التربة المدكوكة الأكثر انتشارًا في الغرب عادةً ما تتميز أبواب المنازل البوتانية بتصميم اللسان والأخدود، وهي مُثبتة على زوج من الأوتاد الخشبية، وعادةً تُبنى النوافذ الصغيرة في الطوابق السفلية، بينما تُبنى النوافذ الأكبر في الطوابق العليا لتعزيز متانة الهيكل. غالبًا ما تُزين النوافذ بزخارف ثلاثية الفصوص (هورزينغ) والأسقف الخشبية المائلة مائلة، لكنها تفتقر إلى مزاريب المطر، وهناك اتجاه متزايد نحو استخدام الأسقف المعدنية لمتانتها، تُزين الأسقف التقليدية بكورنيش خشبي، عادةً ما تُترك مساحة كبيرة بين السقف والجدران لمرور الهواء.
يتم قطع السلالم الداخلية من جذوع فردية عندما يكون ذلك ممكنًا.

## عمارة دزونغ
بلغت عمارة الدزونغ البوتانية ذروتها في القرن السابع عشر بقيادة اللاما العظيم نجاوانج نامجيال، زهادرونج رينبوتشي. اعتمد زهادرونج على الرؤى والبشائر لتحديد موقع كل دزونغ، ويلاحظ الاستراتيجيون العسكريون المعاصرون أن الدزونغ تتميز بموقعها الجيد نظرًا لوظيفتها كحصون دفاعية، وكثيرًا ما كانت الدزونغ تُبنى على قمم التلال أو نتوءات الجبال، أو بجوار مجاري المياه المهمة.
تتألف الدزونغ من جدران ستائرية من الحجر الثقيل تحيط بفناء واحد أو أكثر. عادةً ما يُخصص نصف الغرف داخل الدزونغ للوظائف الإدارية (مثل مكتب الحاكم)، ونصفها الآخر للوظائف الدينية، وخاصةً المعبد ومساكن الرهبان. يعكس هذا التقسيم بين الوظائف الإدارية والدينية الثنائية المثالية للسلطة بين السلطتين الدينية والإدارية للحكومة.

## العمارة الدينية
غالبًا ما تكون المعابد البوذية (لاخانغ) في بوتان هياكل بسيطة نسبيًا من طابق واحد تحيط بفناء، كما تتميز معظمها بعتبات عالية، وغالبًا ما تُزين بشريط أحمر على طول الجدران العلوية، وأسقف نحاسية مذهبة، ويوجد أحيانًا غرفة انتظار عند المدخل.
تُزيّن الجدران الداخلية وقاعات التجمع في معابد بوتان بلوحات جدارية وجداريات مرسومة ومزخرفة، وتسود فيها المواضيع الدينية، لا سيما حياة بوذا، وأساطير غورو بادماسامبهافا، والآلهة الحامية.
تتبع الأديرة (غونبا، غوينبا) تقليدين معماريين: العنقود والدزونغ، ويبدو أن أنواع العنقود تُمثل أقدم تقاليد العمارة الرهبانية في بوتان، حيث يُحاط معبد أو معبدان بتجمعات سكنية للرهبان.
تنتشر تشورتن، وهي أوعية عبادة تشبه الستوبا، في جميع أنحاء البلاد. يطوف الحجاج والسكان المحليون حول التشورتن من أجل الحصول على الفضل، تُصنع تشورتن بوتانية أكبر ذات قبة من الحجر وتُطلى بالجير الأبيض على الطراز النيبالي، وتوجد تشورتن أصغر متوهجة على الطراز التبتي في شرق ووسط بوتان، وغالبًا ما تكون مصحوبة بهيكل خشبي واقٍ، حيث أن النمط البوتاني الأصلي هو عمود حجري مربع مع خمار بالقرب من الأعلى، مصحوبًا أحيانًا بكرة وهلال لتصوير الشمس والقمر. يمثل هذا النمط الأصلي نوعًا من الشكل المختصر للستوبا الكلاسيكية، ويوجد نمط آخر من التشورتن مدعوم على عمودين، يمر الناس تحتهما للحصول على الفضل.

## الجسور
لطالما اعتمدت بوتان الجبلية على الجسور للسفر عبر وديانها شديدة الانحدار وأنهارها المتدفقة المعرضة للفيضانات الكارثية، وتُعدّ الجسور المعلقة أكثر الجسور تقليدية في بوتان، إلا أن المملكة تضم أيضًا العديد من الجسور المعلقة الكبيرة.
الجسور الكابولية البوتانية عبارة عن تجمعات من هياكل خشبية ضخمة متشابكة تُشكل جسرًا واحدًا، وقد دعمت هذه الجسور القديمة قرونًا من حركة مرور البشر والحيوانات، بالإضافة إلى حركة مرور صناعية متزايدة.

## انظر أيضً
- عمارة دزونغ